# Матейчинський монастир

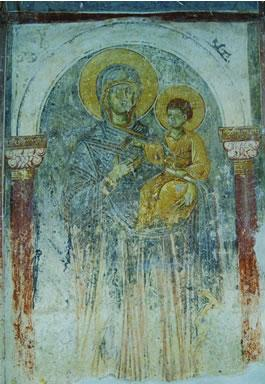
Ікона з Матейчинського монастиря

Матейчинський монастир мак. Манастир Успение на Пресвета Богородица — це македонський православний монастир XIV століття, розташований в селі Липково на схилах з Скопської Чорної Гори, біля Скоп'є та Куманово. У селі мешкають 89% албанців-мусульман та 10% православних сербів (за переписом 2002 року).

## Історія
Монастир був побудований у XIV столітті на руїнах старої, візантійської грецької церкви, збудованої у 1057–1059 рр. Про це свідчать збережені грецькі написи.  Вперше згадується в 1300 році в хризобулі сербського царя Стефана Мілутіна (1282–1321).
Історія монастирської церкви здебільшого відома з літописів царя Мілутіна з 1300 року, в яких зазначається, що її будівництво розпочав цар Душан, піднявши її на фундаментах старої церкви, присвяченої Пресвятій Богородиці Чорногорській. Про те, що цей імператор почав будувати церкву, згадується також у біографії імператора Уроса, де зазначено, що після смерті Душана його дружина Олена та його син Урош модернізували та розписали церкву. Монастир традиційно був одним із найважливіших південнослов'янських літературних осередків, особливо у XV столітті. Монах Герасим, Владислав Граматик та Ісая Доместик жили і писали в ньому. У середині XIV століття сербський імператор Стефан Душан (1331–1355) розпочав реконструкцію монастиря, закінчив розбудову його син Стефан Урош V у 1357 році. У XVIII столітті османці зняли дах і поставили на мечеть Ескі в Куманово, після чого стан монастиря значно погіршився. У 1926–1934 монастир був реконструйований.
Монастир був окупований албанськими повстанцями і використовувався як база під час Повстання в Республіці Македонія (2001). Сербський патріарх Павло]] виступив із заявою в ООН про знищення сербських монастирів у Косові та загрозу знищення монастирів у Македонії. Генеральний секретар НАТО відповів патріарху Павлу: село було знесено, а церква неушкоджена у Матейче. Церква справді не була пошкоджена, проте інтер'єр та інвентар були викрадені чи спалені.

## Опис
Монастир розташований на висоті 1005 метрів, на південно-східних схилах гори Скопська Чорна Гора, на його куманівському боці. Монастирський комплекс складається з церкви, присвяченої Успінню Пресвятої Богородиці, побудованої в македонському стилі, та помешкань, які сьогодні реконструюються та готуються для туристів від руйнувань після військового конфлікту 2001 року. Монастир має хрестоподібний план (як монастир Марко та монастир Баня. Купол має таку саму техніку екзонатерії, що і Хіландар, сербський православний монастир на горі Афон у Греції.
Дослідження, проведені в першій половині XX століття російськими та сербськими дослідниками, які задокументували існування ще однієї будівлі всередині церкви, свідчать про те, що сучасна церква була побудована на старовинному храмі. А саме, у східній частині храму знаходилась споруда, від якої у структурі південної стінки залишилися сліди. Ця каплиця існувала в церкві до 1938 року. 

## Культурне життя в монастирі
Про духовне життя у монастирі в Матейче свідчить безперервна присутність ченців та їхня літературна діяльність від її заснування у XIV до XIX століття. Його важливість підтверджується перебуванням і роботою в монастирі відомого середньовічного письменника Владислава Граматика в період 1347–1469 рр. З культурним життям монастиря пов'язаний і візит сербського патріарха Герасима в 1409 році. У XVII столітті монастир відвідував  патріарх Гавриїл. У XIX столітті перебував відомий македонський педагог Кирил Пейчинович, якийбув ігуменом Марко монастиря Св. Димитрія недалеко від Скоп'є. Багата літературна спадщина та бібліотечний фонд монастиря.

## Галерея

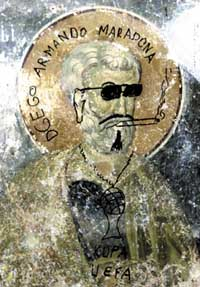
Desecrated fresco
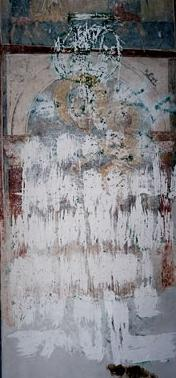
Desecrated fresco
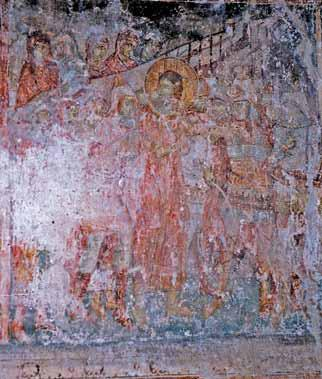
Christ talking to Women of Jerusalem
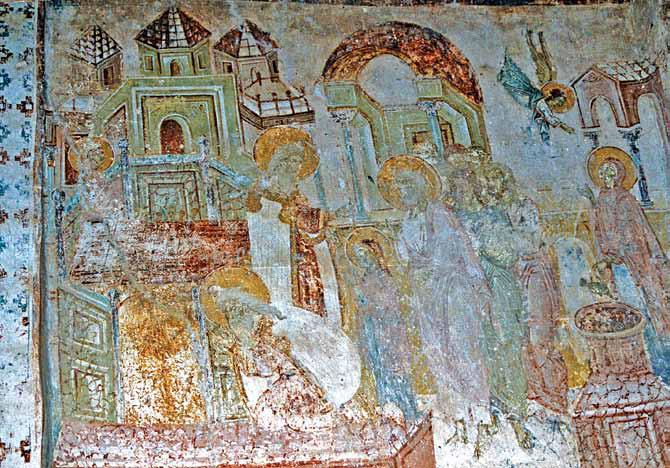
Praying Before the Rods of the Suitors, Virgin Entrusted to Joseph, Annunciation of the Virgin
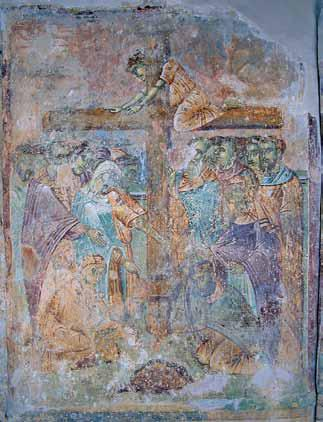
Preparing of the Cross
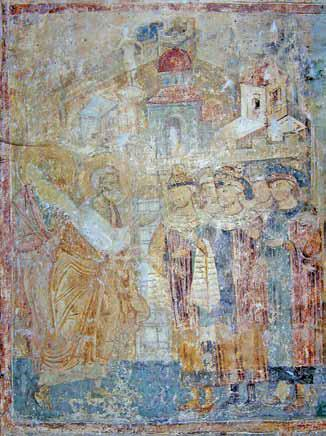
Sts. Peter and Paul Preaching in Rome
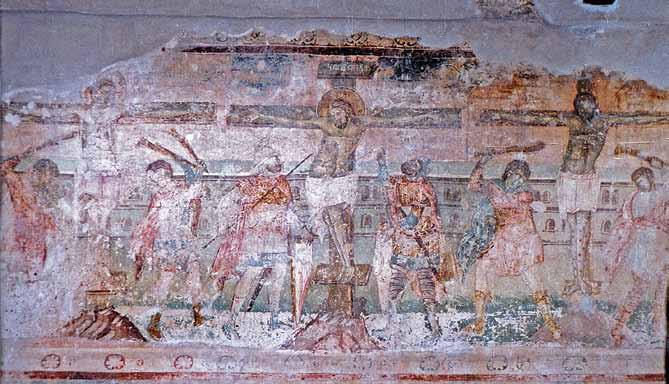
The Crucifixion
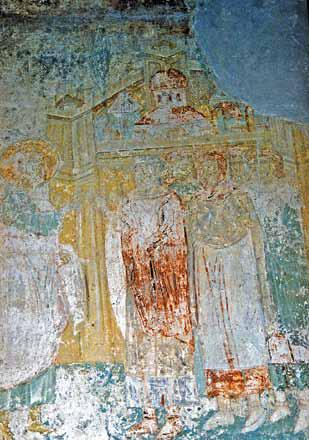
The Cycle of the Acts of the Apostles - St. Peter Preaching in Jerusalem
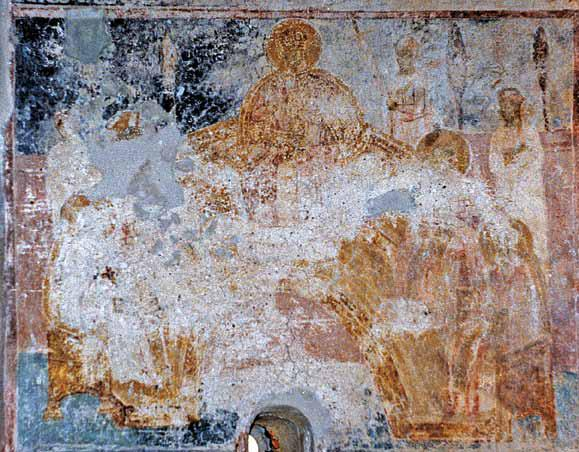
The Cycle of the Ecumenical Councils - Council of Tzar Stefan
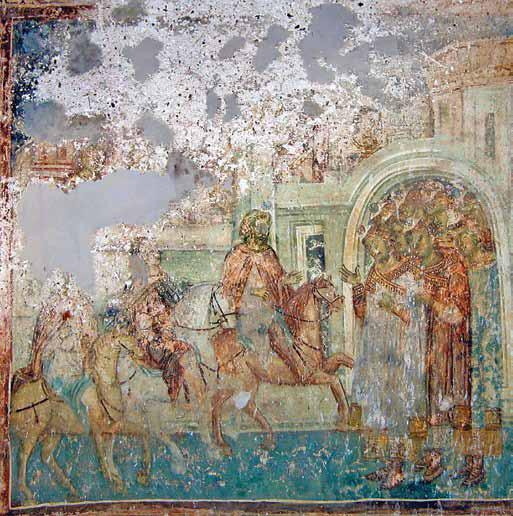
V kontakion
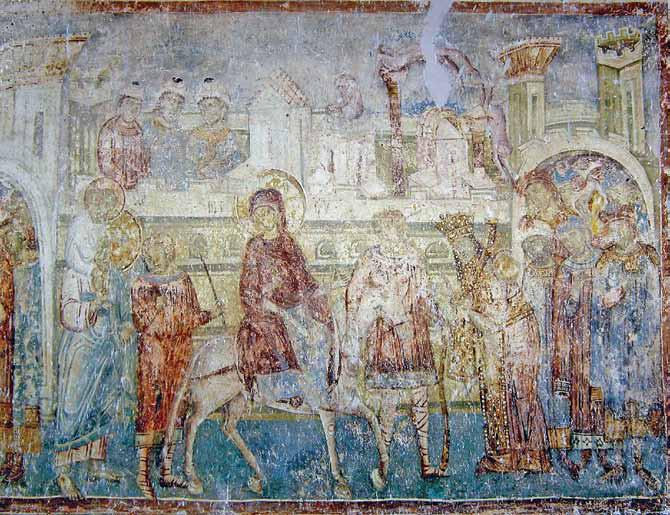
VI oikos